# Willendorf
Willendorf est une commune autrichienne du district de Neunkirchen en Basse-Autriche.

## Histoire
La localité est connue mondialement pour la découverte en 1908 de la Vénus de Willendorf.
Cette statuette en calcaire de 11 cm de haut est l'une des plus célèbres Vénus paléolithiques.
Cette découverte prouve que le site a été durablement occupé pendant le Gravettien (31 000 à 23 000 ans avant le présent). L'histoire des occupations ultérieures est non documentée.